# Henri Klein (résistant)
Pour les articles homonymes, voir Henri Klein et Klein.
Henri Klein (30 novembre 1914, Mulhouse, Haut-Rhin-7 juillet 1944, Saint-Genest-Lerpt, Loire) est un résistant juif français fusillé par les Allemands pour ses activités dans la Résistance,,.

## Éléments biographiques
Henri Klein est né le 30 novembre 1914 à Mulhouse (Haut-Rhin). Il est le fils d'Alexandre Klein, avocat conseil, et de Marguerite Klein née Meyer.
Son arrière-grand-père paternel, Salomon Wolf Klein, né à Bischeim, était Grand-rabbin du Haut-Rhin à Colmar, jusqu'en 1867. Son grand-père paternel, le docteur Théodore Klein, exerce à Paris. Le grand-père maternel de Henri Klein, le docteur Ernest Meyer, exerce à Mulhouse jusqu'en 1939.
Alexandre Klein, le père de Henri Klein, vient habiter à Strasbourg en 1928. Il y demeure jusqu'à l'évacuation de la ville en 1939, lors de la Seconde Guerre mondiale.
Henri Klein fait partie d'une famille de neuf enfants. Il est le frère de Théo Klein, le futur chef de file du mouvement de jeunesse juive orthodoxe Yechouroun et de Moché Catane. Deux sœurs de Henri Klein, Madeleine Elbogen (Mady) née Klein (née à Mulhouse, le 19 octobre 1922 et mariée avec André Elbogen, étudiant à la Faculté des Sciences de Strasbourg repliée à Clermont-Ferrand) et Clairette Klein (née à Mulhouse, le 9 juin 1924), étudiantes à l'Université de Strasbourg, repliée à Clermont-Ferrand, sont arrêtées et déportées dans le Convoi No.66 en date du 20 janvier 1944 et assassinées à leur arrivée à Auschwitz. Elles sont âgées respectivement de 22 ans et de 20 ans.

### Prisonnier de guerre et évadé
Il est prisonnier de guerre 1939-1940. Il réussit à s'évader et rejoint sa famille qui s'est réfugiée à Roanne (Loire).

### La Maison d'Enfants de Broût-Vernet
Le 19 mai 1943, il arrive à la Maison d'Enfants de Broût-Vernet à Broût-Vernet (Allier) dont le directeur est son beau-frère Adrien Zélikowski (qui sera connu, après la Guerre sous le nom de rabbin Adrien Guttel, directeur de l'École Yabné, Rue Claude-Bernard, dans le 5e arrondissement de Paris et pour sa traduction du Choul'hane Aroukh avec Lionel Cohn). Adrien Zélikowski est l'époux de Ginette Klein, la sœur aînée de Henri Klein.
À Broût-Vernet, Henri Klein a la fonction d'économe. Le médecin de cette Maison d'Enfants est le docteur Salomon Gluck, résistant-déporté. Le nom du docteur Gluck figure juste au-dessus de celui d'Henri Klein dans les Archives Municipales de Broût-Vernet.
Après l'arrestation de Joseph Cogan, le comptable-économe de la maison des enfants, le 2 novembre 1943, la décision est prise de disperser les enfants et le personnel. La Maison d'Enfants de Broût-Vernet ferme officiellement le 4 février 1944. La date du départ d'Henri Klein de la Maison d'Enfants de Broût-Vernet n'est pas connue.

### Arrêté et fusillé
Henri Klein est arrêté par la Gestapo le  mercredi 5 juillet 1944, sur trahison, en compagnie de son cousin le rabbin Samy Klein et de son beau-frère, André Elbogen, le mari de Mady, sur le quai d'une gare de Saint-Étienne.
En effet, Henri Klein, Samy Klein et André Elbogen, prennent dans une petite gare de la banlieue de Saint-Étienne (ou dans la gare de Saint-Étienne-Carnot au centre-ville de Saint-Étienne) le train pour la Haute-Loire. Il avait été  recommandé  par le maquis d'éviter la gare centrale, par trop dangereuse.
Samy Klein laisse ses deux compagnons (Henri Klein et André Elbogen) sur le quai, et va prendre contact avec l'antenne du maquis. Durant sa brève absence, un Juif (plus tard, on saura qu'il s'appelait Gensburger ) lie conversation avec Henri Klein et André Elbogen. Ces deux derniers sont membres du mouvement de jeunesse Yechouroun. De loin, Edith Orner (future épouse de Théo Klein), qui avait rendez-vous avec eux, aperçoit que sur un signe de Gensburger, des hommes en civils emmènent Henri Klein et André Elbogen. Édith voudrait prévenir Samy Klein mais ne réussit pas. Il tombe à son tour dans la souricière. En 1945, Edith témoignera contre Gensburger.
Henri Klein, Samy Klein et André Elbogen se retrouvent avec d'autres prisonniers à la Caserne des Noëttes à Saint-Étienne.
Henri Klein, Samy Klein et André Elbogen, ne restent que pour un court temps en prison. Au matin du vendredi 7 juillet 1944, (la veille du 17 Tammouz) ils sont emmenés pour être fusillés.
Samy Klein est fusillé au bord d'un champ. Ce champ est situé à l'Étrat à la Fouillouse (Voir, La Fouillouse), commune de l'Étrat, située à six kilomètres au nord de Saint-Étienne.
Henri Klein et André Elbogen sont fusillés à Saint-Genest-Lerpt (Loire). Leurs corps sont retrouvés en bordure de route au lieu-dit La Taillée (St Genest Lerpt).
Les dépouilles de Henri Klein, Samy Klein et André Elbogen sont inhumées dans le cimetière de l'Etrat, puis inhumées à nouveau, quelques semaines après la Libération, dans le cimetière juif de La Mouche, rue du rabbin Abraham Bloch, à Lyon. Les tombes de Henri Klein, Samy Klein et André Elbogen sont placées côte-à-côte dans le Carré A Allée J.Cette seconde inhumation se fera en même temps que pour les cinq fusillés du 19 mai 1944 de la ferme-école Saint-Germain près de Villemotier dans l'Ain, incluant Aron Wolf, l'ami de Samy Klein. Ces secondes inhumations sont facilitées par le Grand-rabbin de Lyon, David Feuerwerker, l'ami de Samy Klein. Selon la tradition juive, ils seront veillés toute une nuit par les chefs Éclaireuses éclaireurs israélites de France (EIF, devenus EEIF) de Lyon, incluant Frédéric-Shimon Hammel, au cimetière juif de Lyon.